# İncesu
İncesu là một huyện thuộc tỉnh Kayseri, Thổ Nhĩ Kỳ. Huyện có diện tích 872 km² và dân số thời điểm năm 2007 là 20489 người, mật độ 23 người/km².